# Almon Strowger
Almon Brown Strowger (1839-26 mai 1902) est un entrepreneur de pompes funèbres américain. Il est le premier inventeur à déposer un brevet exploitable destiné à la téléphonie automatique.
Almon B. Strowger déposa un brevet exploitable industriellement en 1891 (US Patent No. 447918 10/6/1891) sur un "Commutateur automatique" destiné à établir, sans l'aide d'un opérateur humain une liaison entre deux abonnés d'un central téléphonique. 
Entrepreneur américain de pompes funèbres à Kansas City, il est persuadé que l'épouse de son concurrent, employée comme opératrice du téléphone au central téléphonique manuel de la société de téléphone locale, participe à un détournement de trafic des clients en deuil au profit de son mari. 
Il entreprend alors des études afin d'éliminer les opérations manuelles lors de l'établissement d'une communication. Il conçoit alors un sélecteur qui, en imitant en quelque sorte le mouvement de sélection des opératrices, est l'objet de son brevet.
Ce commutateur lui permet, le 3 novembre 1892, de mettre en service le premier central téléphonique automatique de près de 75 abonnés extensible à 99 dans la ville de La Porte dans l'Indiana. Ce central fut construit avec ses associés Joseph B. Harris et Moses A. Meyer par leur société "Strowger Automatic Telephone Exchange Company" fondée en octobre 1891.
La sélection de l'abonné à appeler se faisait, dans cette première version, en appuyant le nombre de fois nécessaire sur des touches représentant les centaines, dizaines et unités du numéro à atteindre.
Pour améliorer l'utilisation de son invention, Strowger, avec ses associés, met ensuite au point, en 1896, le cadran de numérotation à dix chiffres du poste téléphonique. Les centraux téléphoniques utilisant les strowger couvriront la  planète et seront réputés pour leur robustesse.